# Ламалис
Святой Ламалис (англ. St. Lamalisse) — шотландский отшельник. День памяти — 3 марта.
Святой Ламалис жил отшельником на маленьком островке неподалёку от Аррана в VII веке. После его кончины остров был назван в его честь — Ламлаш. Остров также известен под названием Остров Святого Ламалиса (англ. St. Lamalisse's Island) или просто Святой Остров (англ. Holy Island).
Известен также святой Молез из Лейхлина  (Molaise of Leighlin, память 18 апреля), которых также был отшельником и жил на острове недалеко от Аррана.